# Hordeum pusillum
Espèce
Statut de conservation UICN

 LC  : Préoccupation mineure
Hordeum pusillum, la petite orge ou orge naine, est une espèce de plantes monocotylédones de la famille des Poaceae (Gramineae), sous-famille des Pooideae, originaire d'Amérique du Nord et d'Amérique du Sud.
Cette plante, dont les minuscules graines sont comestibles, faisait partie du complexe de plantes cultivées (Eastern agricultural complex) qui étaient utilisées à l'époque précolombienne par les Amérindiens des États-Unis.

## Taxinomie

### Synonymes
Selon The Plant List (22 avril 2022) : 
- Critesion pusillum (Nutt.) Á.Löve
- Hordeum intercedens Nevski
- Hordeum pusillum var. pubens Hitchc.
- Hordeum riehlii Steud.

### Variétés et sous-espèces
Selon Tropicos (22 avril 2022) (Attention liste brute contenant possiblement des synonymes) :
- sous-espèces :
  - Hordeum pusillum subsp. flexuosum (Nees) Covas
  - Hordeum pusillum subsp. pusillum
- variétés : 
  - Hordeum pusillum var. euclaston (Steud.) Hauman
  - Hordeum pusillum var. pubens Hitchc.
  - Hordeum pusillum var. pusillum